# Мулаев, Барасби Корнеевич
Барасби Корнеевич Мулаев (28 марта 1930, Чегем-2 — 14 апреля 2011) — советский и узбекский актёр театра и кино. Народный артист Кабардино-Балкарии (1991). Лауреат Государственной премии Кабардино-Балкарии в области литературы и искусства (1997) и Республики Дагестан имени Р. Гамзатова (2007).

## Биография
Родился 28 мая 1930 года в селе Чегем-2 в семье служащего.
В 1950 году окончил Ростовское художественное училище, в 1958 году — Государственный институт театрального искусства имени Луначарского.
В 1958—1995 годах — актёр киностудии «Узбекфильм».
В 1991 году было присвоено звание Народного артиста Кабардино-Балкарии.
Умер 14 апреля 2011 года.

## Фильмография
- 1958 — Лавина с гор — Каро
- 1958 — Олеко Дундич — эпизод
- 1965 — 26 бакинских комиссаров — сын сестры Шахбазова
- 1966 — Герой нашего времени — Князь
- 1970 — Звёзды не гаснут — Зараев
- 1975 — Всадник с молнией в руке — Астемиров
- 1976 — Песни над облаками — таксист
- 1976 — Табор уходит в небо — Макар Чудра
- 1978 — Замурованные в стекле — султан
- 1978 — Любовь моя, печаль моя — эпизод
- 1978 — Осенние колокола — правитель восточного царства
- 1979 — Дюма на Кавказе — эпизод
- 1979 — По следам Карабаира — Асфар Унароков
- 1980 — Чегери — Бадави
- 1981 — Буйный Терек — Дзандар — главная роль
- 1982 — Василий Буслаев — Сорочин
- 1982 — Загадка кубачинского браслета — Ибрагим
- 1983 — Крутизна
- 1984 — Снег в сентябре — дедушка Заиры
- 1985 — Обида старого охотника — Иман — главная роль
- 1986 — О том, чего не было — эпизод
- 1987 — Вершины не спят — Аральпов
- 1987 — Раненые камни — Солтанбек
- 1989 — За пределами боли — эпизод
- 1991 — Расстанемся — пока хорошие — отец Баграта
- 1991 — Тайна рукописного Корана — Исмаил
- 1995 — Дорога на край жизни — Исмаил Кучменов — главная роль